# Zuger Kirschtorte
Zuger Kirschtorte (česky zugský třešňový dort) je vícevrstvý dort kruhového tvaru, vyráběný ve švýcarském kantonu Zug.
Dort má průměr 10–28 cm a výšku 4–4,5 cm. První vrstvou dortu je tenká kruhová sněhová pusinka z bílku, cukru a mandlí, případně lískových ořechů a trochy mouky. Pusinka se potře krémem z másla, případně rostlinného tuku, cukru, vajec, třešňové pálenky Kirsch a šťávy z červené řepy (barvivo). V závislosti na výrobci bývá použit i vanilkový krém a dále drobky piškotového těsta. Další vrstvu, jádro dortu, tvoří piškot vysoký asi 2,5 cm. Ten se usadí na třešňový krém a z vrchu pokropí roztokem vody, cukru a třešňové pálenky Kirsch. V některých případech je uváděno použití i glukózového sirupu. Dort o hmotnosti 900 g a průměru 20 cm obsahuje cca 3,5 dl tohoto roztoku, přičemž podíl třešňové pálenky Kirsch je v roztoku asi 50 %. Potom, co se roztok vsákne do piškotu, je jeho povrch potřen třešňovým krémem a uzavře druhou sněhovou pusinkou. Takto vytvořený dort je na vrchu a po obvodu potřen třešňovým krémem. Krém zajišťuje, že roztok zůstane uvnitř piškotu. Dort je z boku posypán plátky pražených mandlí. Následně je dort chlazen v lednici při 5 °C po dobu asi 2 hodin. Poté je vršek dortu posypán do kosočtvercového vzoru (viz foto) směsí extra jemného prosátého moučkového cukru (97 %) a kukuřičného škrobu (3 %; škrob zabrání rozpouštění cukru).
Tento desert se konzumuje ke kávě nebo k čaji. K jeho nakrájení se doporučuje použít nejprve zubatý nůž k proříznutí vrchní sněhové pusinky a následně použít nůž s rovnou čepelí k hladkému řezu.